# Balléville
Balléville est une commune française située dans le département des Vosges en région Grand Est.
Les habitants sont appelés les Berlevillois.

## Géographie

### Localisation
La commune est située à 18 km à l'est, par la route, de Neufchâteau, et à environ 62 km à l'ouest d'Épinal. Le Massif des Vosges s'élève à environ 70 km à vol d'oiseau de la commune, la mer la plus proche est la Manche à environ 380 km.
Elle se trouve dans l'Aire d'attraction de Neufchâteau et dans le bassin de vie de cette ville, ainsi que dans la zone d'emploi d'Épinal

### Communes limitrophes
Les communes limitrophes sont Rainville, Removille, Saint-Paul, Viocourt, Vouxey, Châtenois, Courcelles-sous-Châtenois et Dolaincourt.
| Vouxey                    | Removille  | Rainville            |
| Dolaincourt               | Balléville | Dommartin-sur-Vraine |
| Courcelles-sous-Châtenois | Châtenois  | Viocourt             |

### Géologie et relief
La superficie de la commune est de 6,295 km2 ; son altitude varie de 300  à   427 mètres.
La commune se compose de 28,92 hectares de territoires artificialisés (4,61 %), 558,86 hectares de territoires agricoles (88,99 %) et 40,19 hectares de forêts et milieux semi-naturels (6,40 %).
Espaces naturels :
- Deux zones naturelles d'intérêt écologique, faunistique et floristique (Znieff) :

Héronnière de Repeubois à Châtenois,
Pays de Neufchâteau.
Il y a peu de forêt à Balléville, seules les parties les plus élevées sont couvertes de bois comme le Bois de la Justice au nord-est, le Hochot au sud-ouest, où a été érigée une petite chapelle, et le Bois du Curé à l'ouest. Ce dernier bois culmine à 421 m, c'est le point le plus élevé de la commune. À sa lisière, par temps clair, il est possible d'admirer quelques sommets du Massif des Vosges.

### Hydrographie et les eaux souterraines
Hydrogéologie et climatologie : Système d’information pour la gestion des eaux souterraines en Seine-Normandie :
Territoire communal : Occupation du sol (Corinne Land Cover); Cours d'eau (BD Carthage),
Géologie : Carte géologique; Coupes géologiques et techniques,
 Hydrogéologie : Masses d'eau souterraine; BD Lisa; Cartes piézométriques.

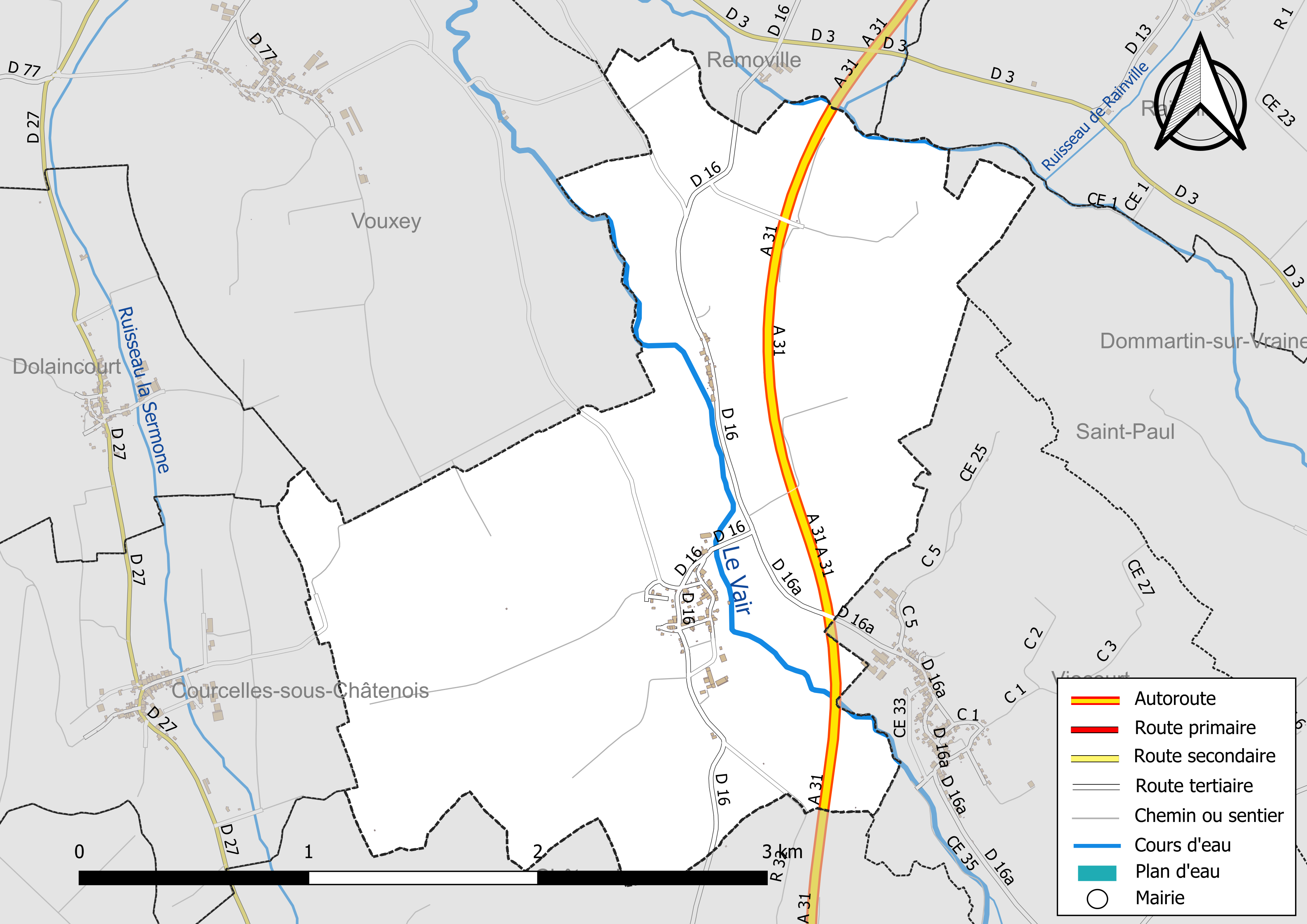
Carte des réseaux hydrographique et routier de Balléville.

La commune est située dans le bassin versant de la Meuse au sein du bassin Rhin-Meuse, au milieu de la large vallée du Vair, qui s'écoule le long du côté est du village en direction du nord.
Elle est drainée par le Vair et la ruisseau la Vraine,.
Le Vair, d'une longueur totale de 65,3 km, prend sa source dans la commune de Dombrot-le-Sec et se jette  dans la Meuse à Maxey-sur-Meuse, en limite avec Greux, après avoir traversé 23 communes.
La Vraine, d'une longueur totale de 22,9 km, prend sa source dans la commune de Domjulien et se jette  dans le Vair à Removille, face à Vouxey, après avoir traversé dix communes.

### Climat
Pour des articles plus généraux, voir Climat du Grand Est et Climat des Vosges.
En 2010, le climat de la commune est de type climat de montagne, selon une étude du Centre national de la recherche scientifique s'appuyant sur une série de données couvrant la période 1971-2000. En 2020, Météo-France publie une typologie des climats de la France métropolitaine dans laquelle la commune est exposée à un climat océanique altéré et est dans la région climatique Lorraine, plateau de Langres, Morvan, caractérisée par un hiver rude (1,5 °C), des vents modérés et des brouillards fréquents en automne et hiver.
Pour la période 1971-2000, la température annuelle moyenne est de 9,5 °C, avec une amplitude thermique annuelle de 16,8 °C. Le cumul annuel moyen de précipitations est de 903 mm, avec 13 jours de précipitations en janvier et 9,4 jours en juillet. Pour la période 1991-2020, la température moyenne annuelle observée sur la station météorologique de Météo-France la plus proche, « Rollainville », sur la commune de Rollainville à 9 km à vol d'oiseau, est de 10,3 °C et le cumul annuel moyen de précipitations est de 860,3 mm. 
La température maximale relevée sur cette station est de 39,6 °C, atteinte le 25 juillet 2019 ; la température minimale est de −18,2 °C, atteinte le 20 décembre 2009,,.
Les paramètres climatiques de la commune ont été estimés pour le milieu du siècle (2041-2070) selon différents scénarios d'émission de gaz à effet de serre à partir des nouvelles projections climatiques de référence DRIAS-2020. Ils sont consultables sur un site dédié publié par Météo-France en novembre 2022.

## Urbanisme

### Typologie
Au 1er janvier 2024, Balléville est catégorisée commune rurale à habitat dispersé, selon la nouvelle grille communale de densité à sept niveaux définie par l'Insee en 2022.
Elle est située hors unité urbaine. Par ailleurs la commune fait partie de l'aire d'attraction de Neufchâteau, dont elle est une commune de la couronne,. Cette aire, qui regroupe 72 communes, est catégorisée dans les aires de moins de 50 000 habitants,.

### Occupation des sols

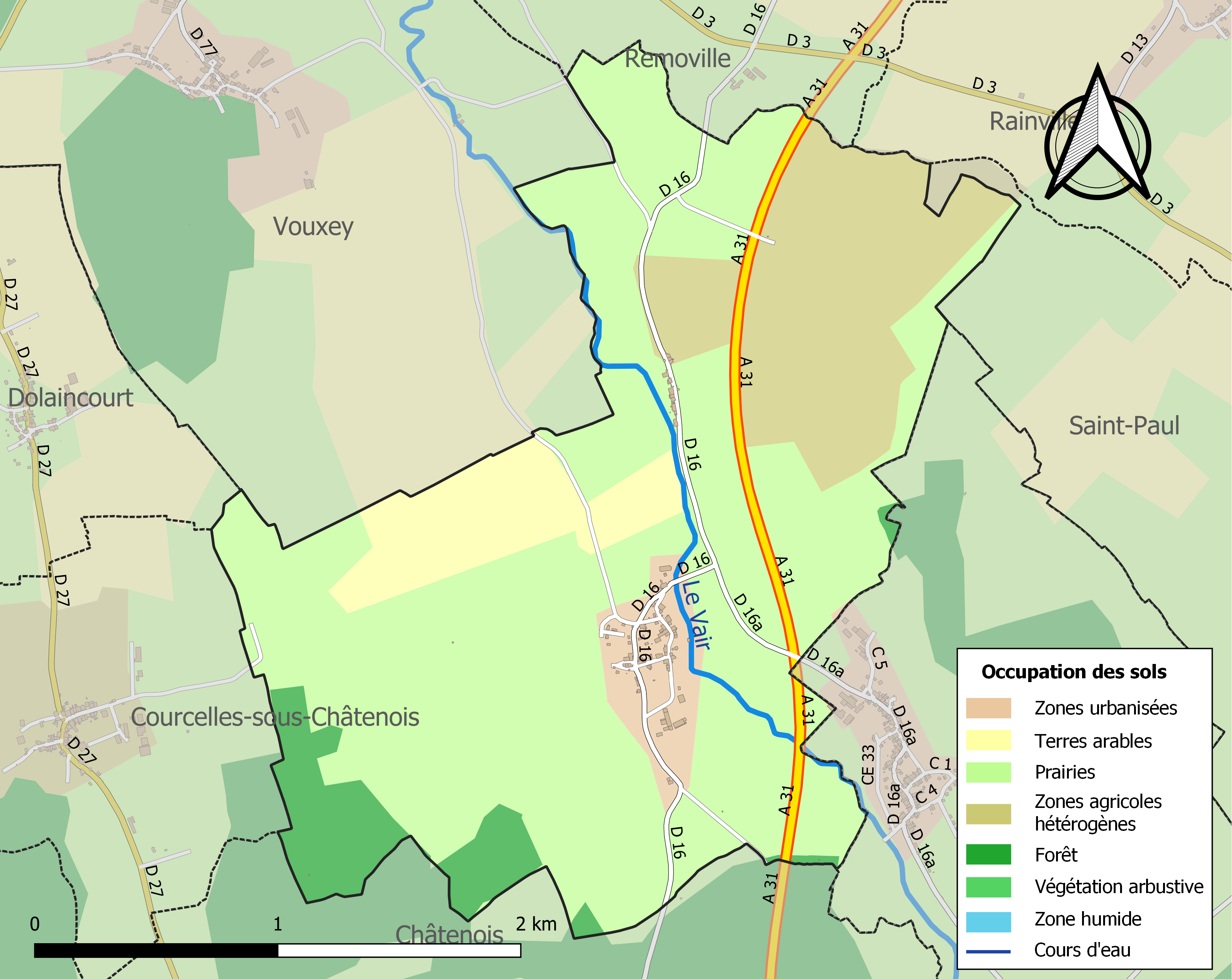
Carte des infrastructures et de l'occupation des sols de la commune en 2018 (CLC).

L'occupation des sols de la commune, telle qu'elle ressort de la base de données européenne d’occupation biophysique des sols Corine Land Cover (CLC), est marquée par l'importance des territoires agricoles (88,6 % en 2018), en diminution par rapport à 1990 (93,2 %). La répartition détaillée en 2018 est la suivante : 
prairies (63,5 %), zones agricoles hétérogènes (17,5 %), terres arables (7,5 %), forêts (6,8 %), zones urbanisées (4,6 %). L'évolution de l’occupation des sols de la commune et de ses infrastructures peut être observée sur les différentes représentations cartographiques du territoire : la carte de Cassini (XVIIIe siècle), la carte d'état-major (1820-1866) et les cartes ou photos aériennes de l'IGN pour la période actuelle (1950 à aujourd'hui).

### Lieux-dits, hameaux et écarts
En aval du Vair, à environ 800 m du centre bourg se trouve le hameau de Ménil sur Vair, localement appelé le Petit Ménil.

### Habitat et logement
En 2020, le nombre total de logements dans la commune était de 55, alors qu'il était de 57 en 2015 et de 50 en 2010.
Parmi ces logements, 79,8 % étaient des résidences principales, 1,8 % des résidences secondaires et 18,3 % des logements vacants. Ces logements étaient pour 96,4 % d'entre eux des maisons individuelles et pour 1,8 % des appartements.
Le tableau ci-dessous présente la typologie des logements à Balléville en 2020 en comparaison avec celle des Vosges et de la France entière. Une caractéristique marquante du parc de logements est ainsi la faible proportion des résidences secondaires et logements occasionnels (1,8 %) par rapport au département (9,9 %) et à la France entière (9,7 %).
| Typologie                                               | Balléville | Vosges | France entière |
| ------------------------------------------------------- | ---------- | ------ | -------------- |
| Résidences principales (en %)                           | 79,8       | 78,9   | 82,1           |
| Résidences secondaires et logements occasionnels (en %) | 1,8        | 9,9    | 9,7            |
| Logements vacants (en %)                                | 18,3       | 11,3   | 8,2            |

### Voies de communications et transports

#### Voies routières
- Balléville est situé à l'écart des grandes routes mais l'autoroute A31 traverse toute la longueur de son territoire selon un axe nord-sud.
- A31 Balléville est situé à l'écart des grandes routes mais l'autoroute A31 traverse toute la longueur de son territoire selon un axe nord-sud. Échangeur Châtenois, Bulgnéville, Colombey-les-Belles.

#### Transports en commun
- Fluo Grand Est.

#### Lignes SNCF
- Gare de Contrexéville
- Gare de Vittel
- Gare de Neufchâteau

#### Transports aériens
- L'Aéroport d'Épinal-Mirecourt « Vosges Aéroport ».

À partir de l'été 2021, l’aéroport d’Épinal-Mirecourt est devenu le "pélicandrome" de la Zone Est et servira ainsi de base de ravitaillement et d’intervention pour les avions bombardiers d’eau connus sous le nom de Dash 8.
- Aéroport de Nancy-Essey.

## Toponymie
Le nom de la localité est attesté sous les formes Apud Berlei villam (1105) ; Baleville (1148) ; Barlevile (1148) ; Apud Barlaivillam, Barleiville, Berleiville (1179) ; Belleville (1187) ; Berlleville medietatem (XIIe siècle) ; Berleville (1204) ; Berleinville (1297) ; Belleyville (1315) ; Balleiville (1322) ; Barlenville (XIVe siècle) ; Haillevilla, Hallainvilla, corr. Baillevilla, Ballainvilla (1402) ; Bollivelle (1444) ; Balleville (1465) ; Volleville (avant 1466) ; Ballainville (1535) ; Boleville (1540) ; Baleville (1543) ; Balleville aux Oyes (1544) ; Balleville (1594) ; Balleyville (XVIIe siècle).

Citée comme Berleivillam en 1105, Balléville tire son nom du prénom germanique féminin Berila.

## Histoire
Le village faisait autrefois partie du marquisat de Removille,. Il fut détruit par les guerres du XVIIIe siècle.

## Politique et administration

### Rattachements administratifs et électoraux

#### Rattachements administratifs
La commune se trouve dans l'arrondissement de Neufchâteau du département des Vosges
Elle faisait partie depuis 1793 du canton de Châtenois. Dans le cadre du redécoupage cantonal de 2014 en France, cette circonscription administrative territoriale a disparu, et le canton n'est plus qu'une circonscription électorale.

#### Rattachements électoraux
Pour les élections départementales, la commune fait partie depuis 2014 du canton de Mirecourt
Pour l'élection des députés, elle fait partie de la quatrième circonscription des Vosges.

### Intercommunalité
Balléville était membre de la communauté de communes du Pays de Châtenois, un établissement public de coopération intercommunale (EPCI) à fiscalité propre créé fin 1994 et auquel la commune avait transféré un certain nombre de ses compétences, dans les conditions déterminées par le code général des collectivités territoriales.
Dans le cadre des dispositions de la loi portant nouvelle organisation territoriale de la République du 7 août 2015, qui prévoit que les établissements publics de coopération intercommunale (EPCI) à fiscalité propre doivent avoir un minimum de 15 000 habitants, cette intercommunalité a fusionné avec sa voisine pour former, le 1er janvier 2017, la communauté de communes de l'Ouest Vosgien, dont est désormais membre la commune

### Liste des maires
| Période                                  | Période                        | Identité                   | Étiquette | Qualité                         |
| ---------------------------------------- | ------------------------------ | -------------------------- | --------- | ------------------------------- |
| Les données manquantes sont à compléter. |                                |                            |           |                                 |
| juin 1971                                | mars 1989                      | René Begin                 |           | Garagiste                       |
| mars 1989                                | juin 1995                      | Joseph Passetemps-Philbert | DVG       |                                 |
| juin 1995                                | 1998                           | Gilles Van Hoorde          | Les Verts | Conseiller régional de Lorraine |
| 1998                                     | mars 2008                      | Joseph Passetemps-Philbert | DVG       |                                 |
| mars 2008                                | 2023                           | Jean-Luc Jeanmaire         |           | Chef d'entreprise               |
| avril 2023                               | En cours (au 30 novembre 2023) | Pierre Passetemps-Philbert |           | Agriculteur                     |

### Budget et fiscalité 2023

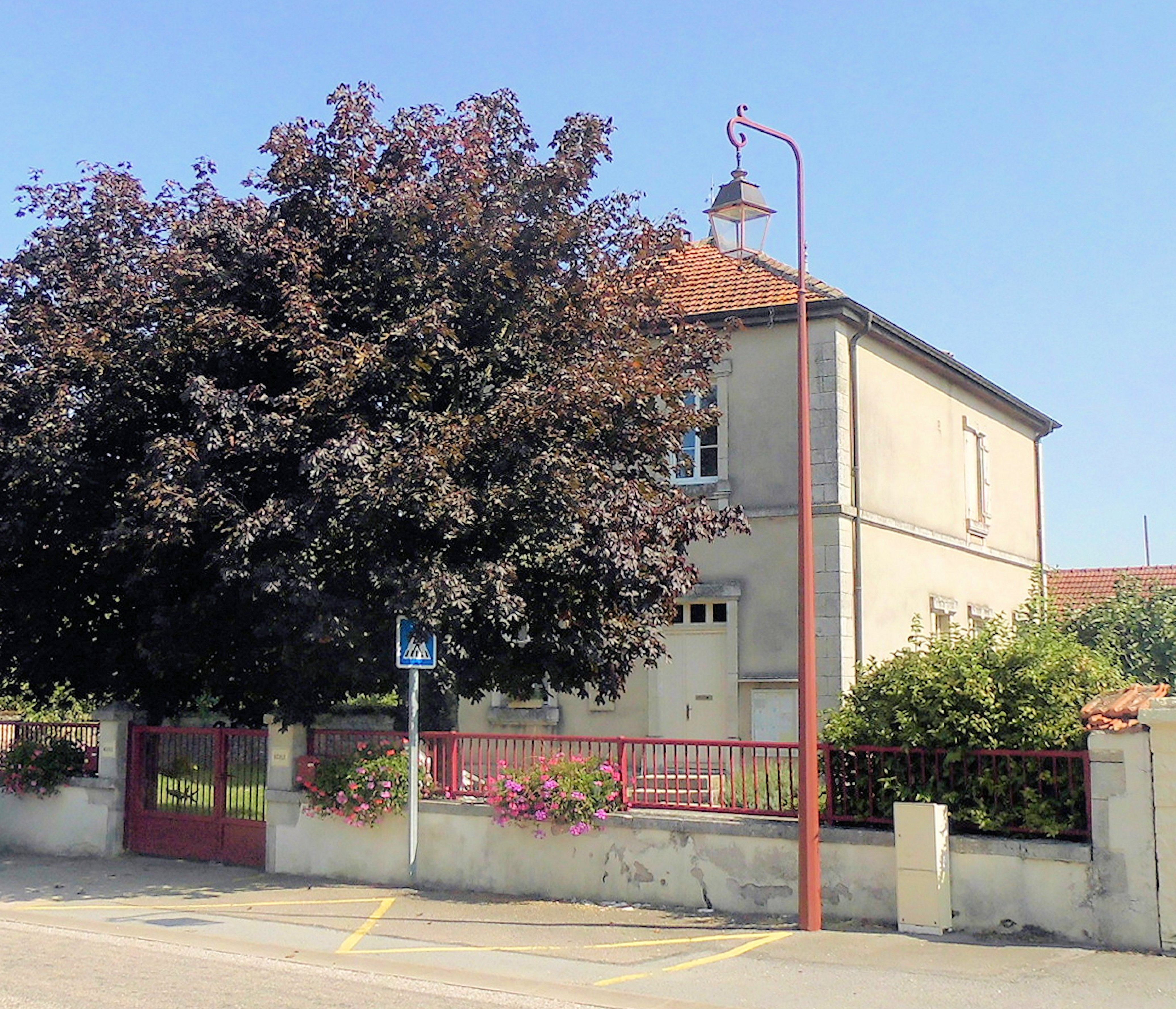
La mairie-école.

En 2023, le budget de la commune était constitué ainsi :
- total des produits de fonctionnement : 102 000 €, soit 996 € par habitant ;
- total des charges de fonctionnement : 83 000 €, soit 818 € par habitant ;
- total des ressources d'investissement : 35 000 €, soit 348 € par habitant ;
- total des emplois d'investissement : 37 000 €, soit 366 € par habitant ;
- endettement : 75 000 €, soit 731 € par habitant.

Avec les taux de fiscalité suivants :
- taxe d'habitation : 19,83 % ;
- taxe foncière sur les propriétés bâties : 39,86 % ;
- taxe foncière sur les propriétés non bâties : 15,55 % ;
- taxe additionnelle à la taxe foncière sur les propriétés non bâties : 0,00 % ;
- cotisation foncière des entreprises : 0,00 %.

Chiffres clés Revenus et pauvreté des ménages en 2021 : médiane en 2021 du revenu disponible, par unité de consommation : 24 870 €.

## Population et société

### Démographie

#### Évolution démographique
L'évolution du nombre d'habitants est connue à travers les recensements de la population effectués dans la commune depuis 1793. Pour les communes de moins de 10 000 habitants, une enquête de recensement portant sur toute la population est réalisée tous les cinq ans, les populations de référence des années intermédiaires étant quant à elles estimées par interpolation ou extrapolation. Pour la commune, le premier recensement exhaustif entrant dans le cadre du nouveau dispositif a été réalisé en 2004.

En 2022, la commune comptait 100 habitants, en évolution de −3,85 % par rapport à 2016 (Vosges : −2,96 %, France hors Mayotte : +2,11 %).
| 1793 | 1800 | 1806 | 1821 | 1831 | 1836 | 1841 | 1846 | 1856 |
| ---- | ---- | ---- | ---- | ---- | ---- | ---- | ---- | ---- |
| 275  | 329  | 361  | 349  | 366  | 376  | 378  | 398  | 332  |

| 1861 | 1866 | 1876 | 1881 | 1886 | 1891 | 1896 | 1901 | 1906 |
| ---- | ---- | ---- | ---- | ---- | ---- | ---- | ---- | ---- |
| 315  | 280  | 264  | 253  | 223  | 223  | 220  | 190  | 188  |

| 1911 | 1921 | 1926 | 1931 | 1936 | 1946 | 1954 | 1962 | 1968 |
| ---- | ---- | ---- | ---- | ---- | ---- | ---- | ---- | ---- |
| 160  | 109  | 99   | 87   | 92   | 94   | 95   | 91   | 93   |

| 1975 | 1982 | 1990 | 1999 | 2004 | 2006 | 2009 | 2014 | 2019 |
| ---- | ---- | ---- | ---- | ---- | ---- | ---- | ---- | ---- |
| 99   | 80   | 94   | 101  | 108  | 111  | 109  | 111  | 99   |

| 2022 | - | - | - | - | - | - | - | - |
| ---- | - | - | - | - | - | - | - | - |
| 100  | - | - | - | - | - | - | - | - |

### Enseignement
Établissements d'enseignements : 
- Écoles maternelles et primaires à Rainville, Châtenois, Houécourt, La Neuveville-sous-Châtenois, Rouvres-la-Chétive.

Une école communale se trouve à Balléville.
- Collèges à Châtenois, Neufchâteau, Mandres-sur-Vair, Vittel.
- Lycées à Neufchâteau, Mandres-sur-Vair,  Contrexéville.

### Santé
Professionnels et établissements de santé :
- Médecins à Châtenois, Gironcourt-sur-Vraine, Vicherey, Neufchâteau, Bulgnéville, Coussey, Vittel.
- Cabinet de Kinésithérapeute à Balléville.
- Pharmacies à hâtenois, Gironcourt-sur-Vraine, Vicherey, Neufchâteau, Bulgnéville, Vittel, Contrexéville.
- Hôpitaux à Neufchâteau, Vittel, Mirecourt, Mattaincourt.

### Cultes
L'église paroissiale de la Nativité-de-Notre-Dame relève de la Paroisse Saint-Jean-Baptiste-au-Pays-de-Châtenois, Diocèse de Saint-Dié.

## Économie

### Entreprises et commerces

#### Agriculture
- Une exploitation agricole, un atelier de distillation, ainsi qu'un atelier de jus de fruits-confiture se trouvent dans la commune[22].

#### Tourisme
- Gîte rural à Balléville.
- Hébergements et restauration à Saint-Paul, Châtenois, Gironcourt-sur-Vraine, Neufchâteau.

#### Commerces
- Commerces et services de proximité[42].

## Culture locale et patrimoine

### Lieux et monuments
- L'église paroissiale de la Nativité-de-Notre-Dame[43],[44],

Patrimoine mobilier :
* statue : Vierge à l'Enfant,,
* statuette : Christ en croix,
* ostensoir,
* et son retable (XVIe siècle),.
- Croix-calvaire du cimetière dite de Solana  Classé MH (1907)[52].
- Croix de chemin en pierre  Classé MH (1907)[53], datant de 1522.
- Monument aux morts[54].

Trois croix ainsi que les bas-reliefs de l'église sont décrits en détail par l'abbé Ch. Chapelier, tant du point de vue du style que de la composition et des personnages.

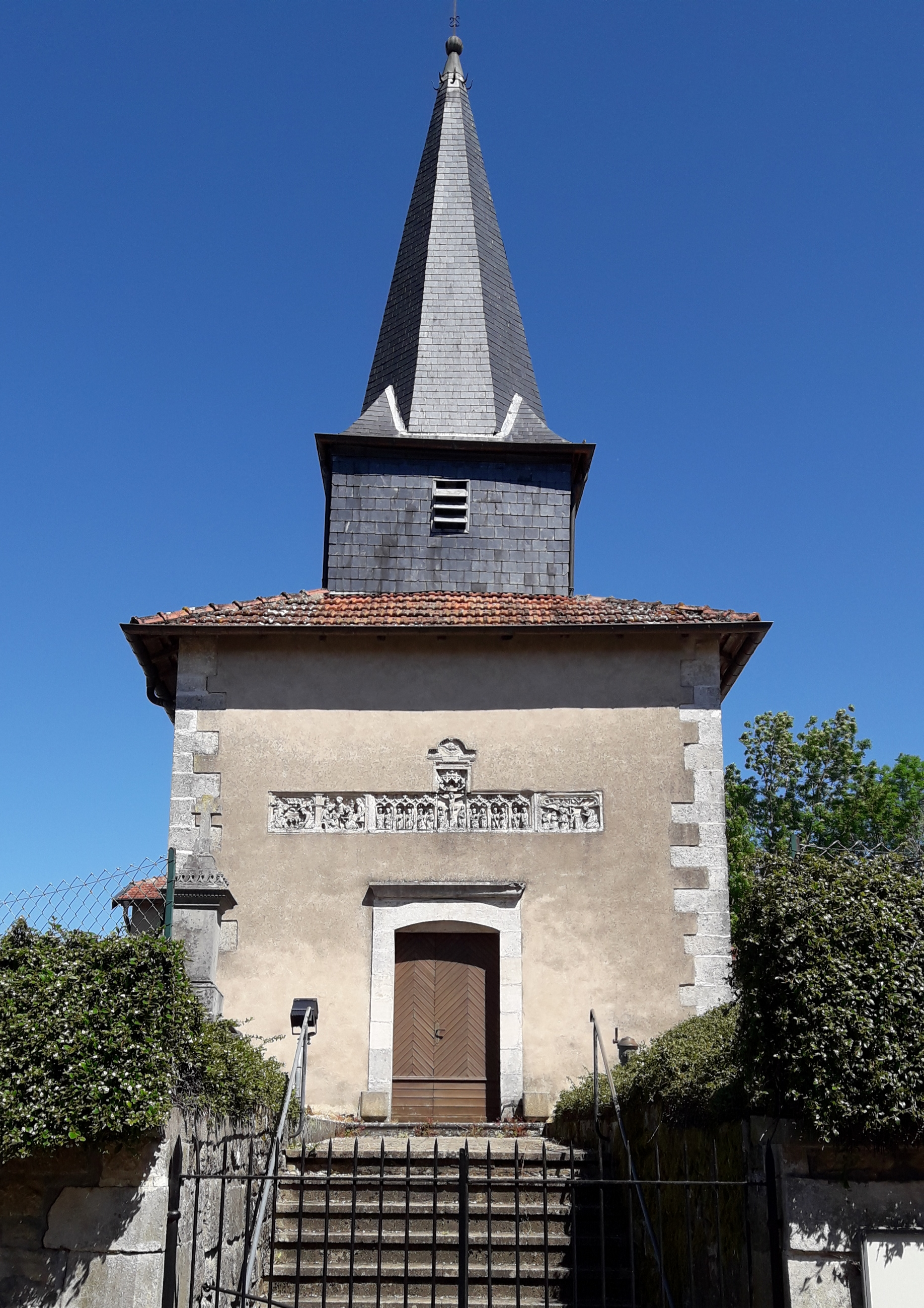
Façade de l'église.
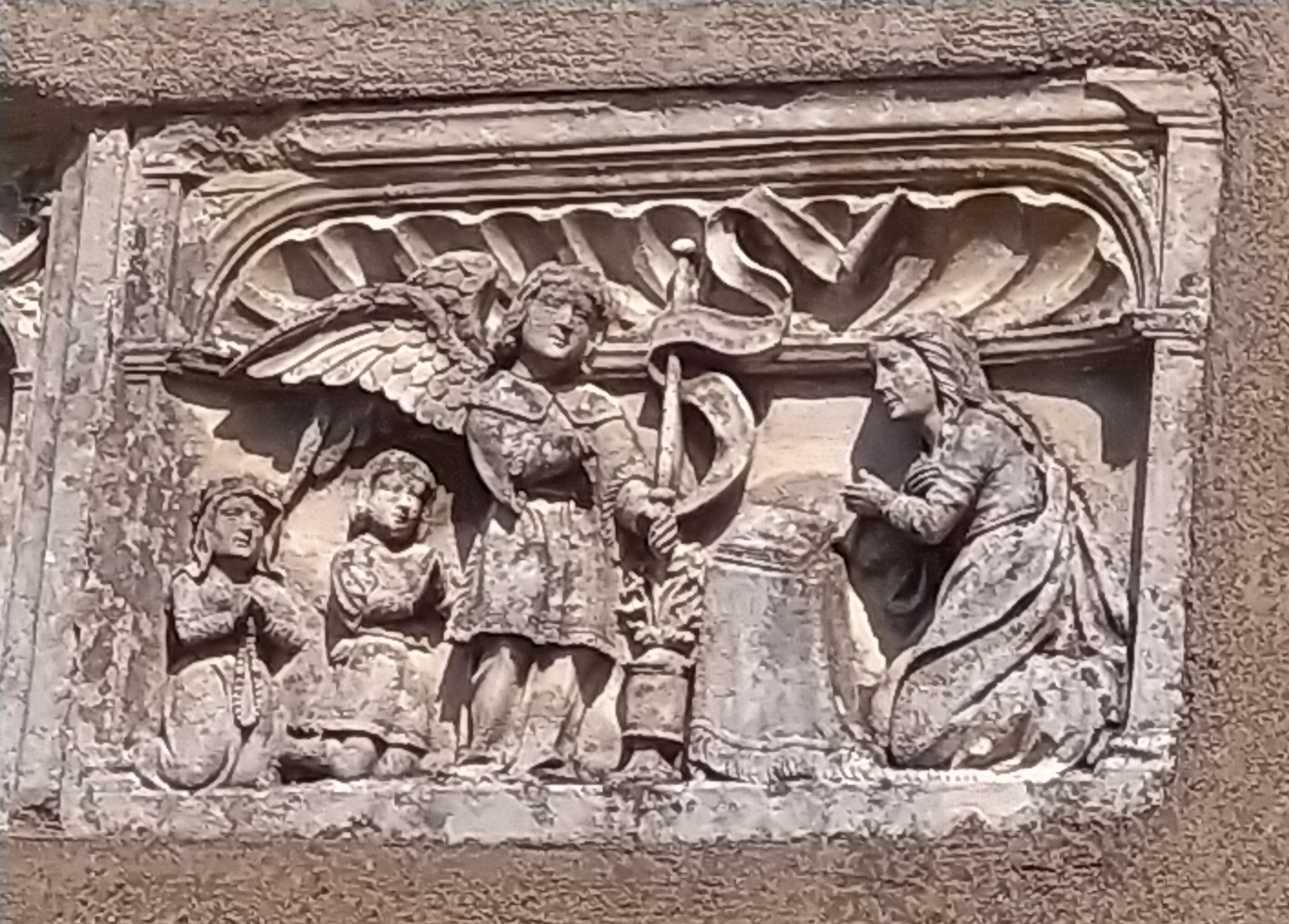
Détail du retable de l'église : l'Annonciation.
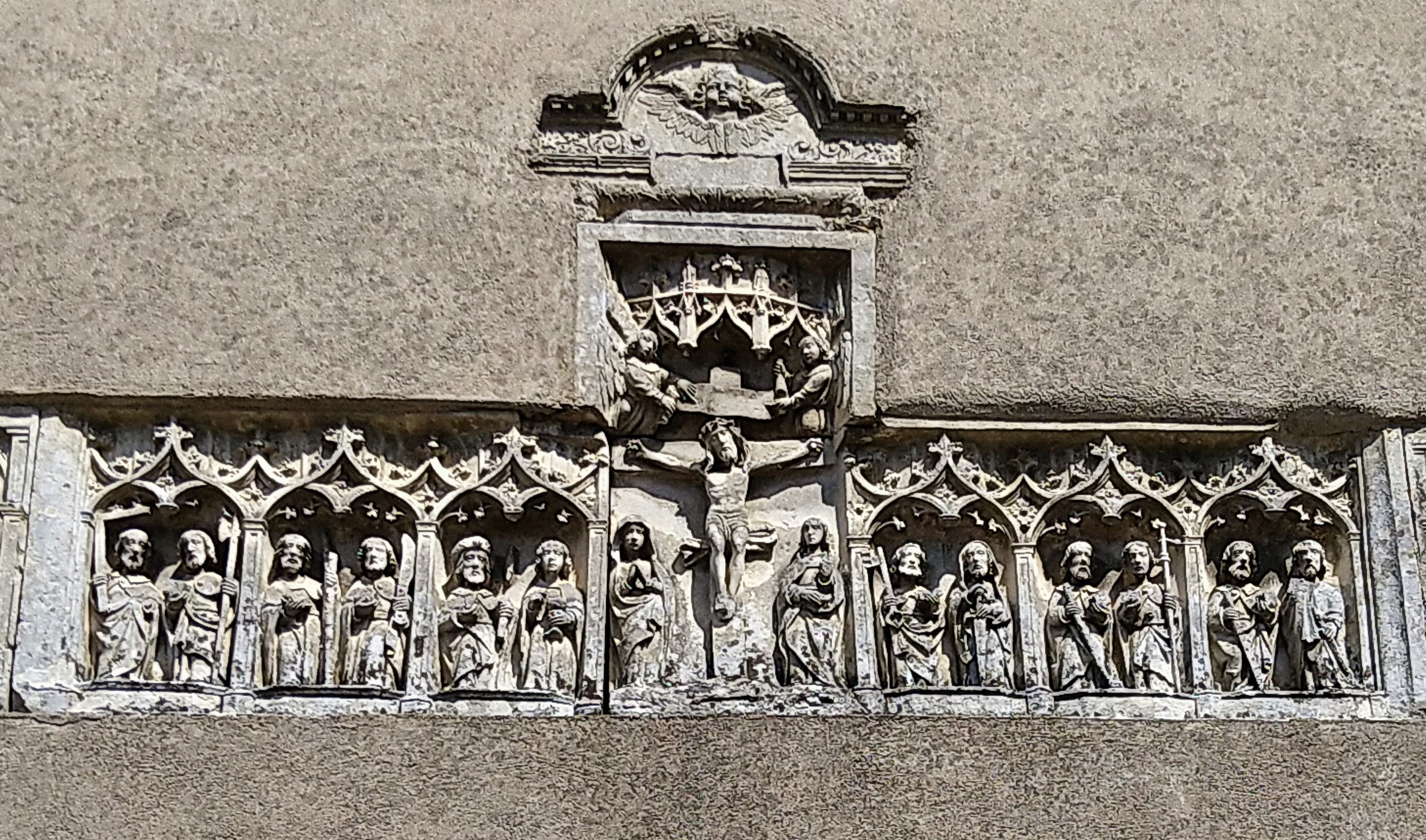
Détail du retable de l'église  : Le Christ et les 12 apôtres.
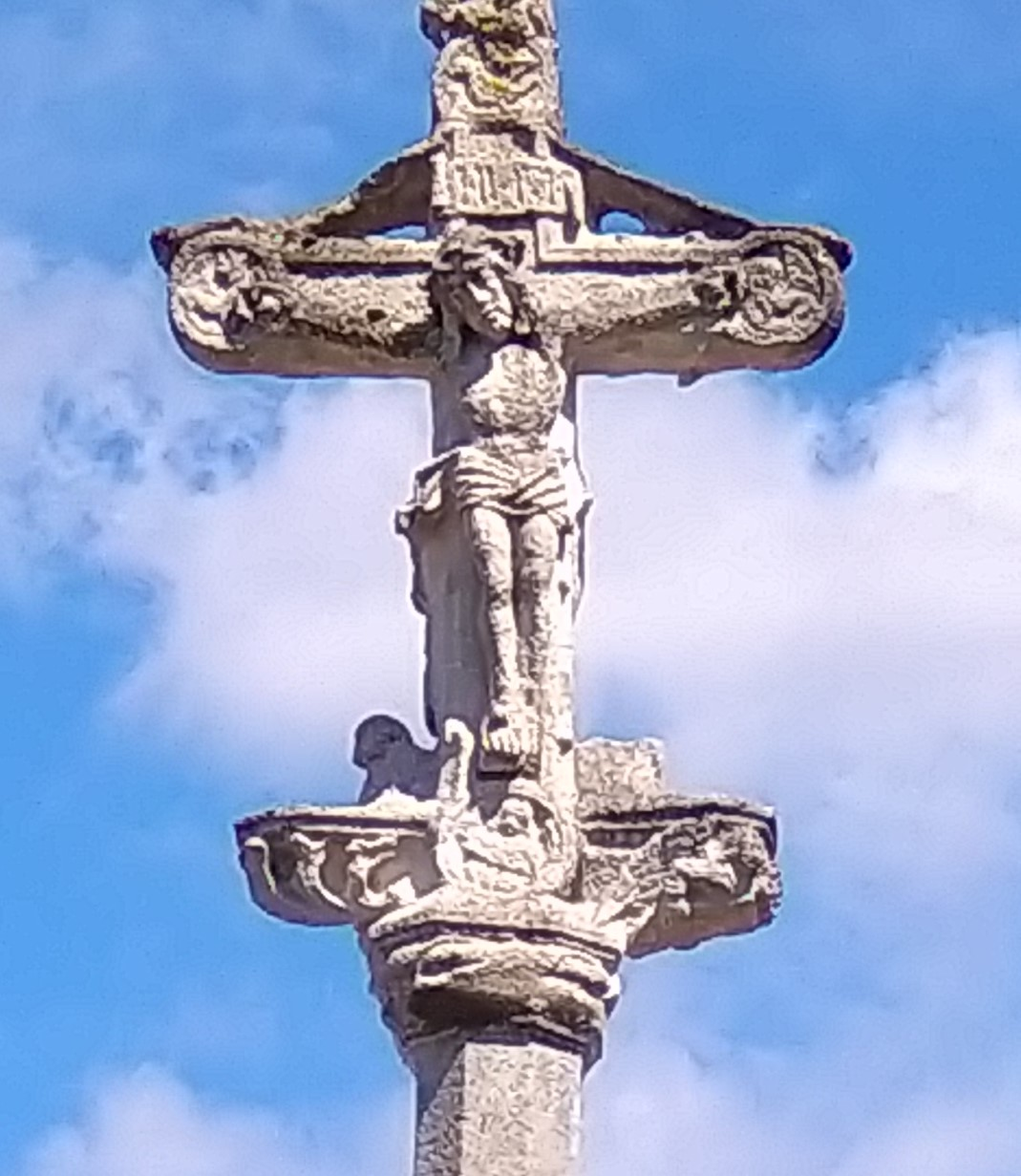
Croix de cimetière Solana.
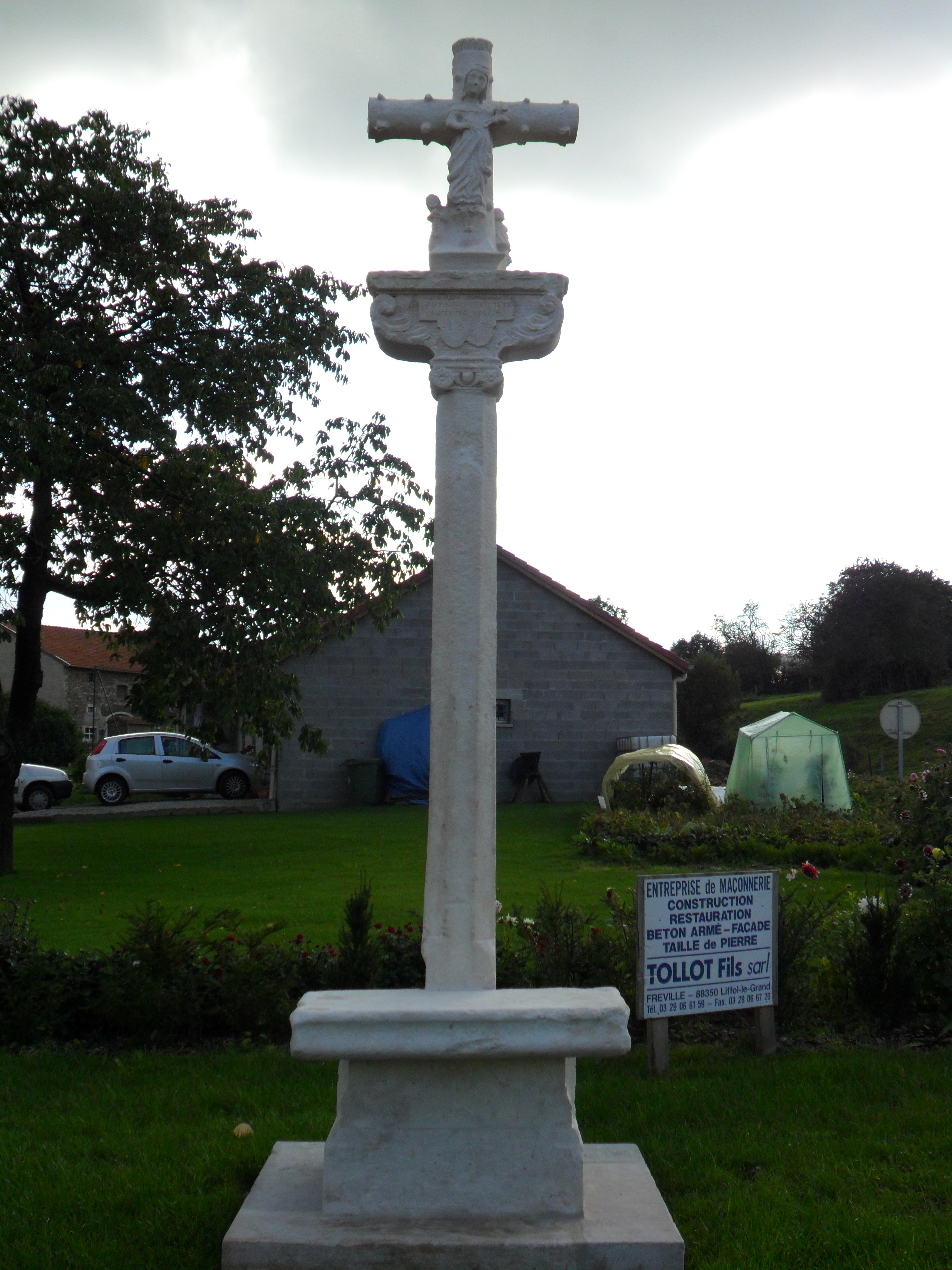
Croix de chemin de Balléville.

## Pour approfondir